# Морсон, Гэри Сол
Гэри Сол Морсон (род. 1948 году, Нью-Йорк, США) — американский литературный критик и славист, Лоуренс Дюма профессор Северо-Западного университета США.

## Биография
Гэри Сол Морсон родился в Нью-Йорке и закончил Бронкскую школу наук (Bronx High School of Science). После школы Гэри Морсон поступает в Йельский университет. В начале он интересовался физикой. Однако, его интерес к русской литературе берет верх. «В начале мне нравилась физика. Поэтому что физика отвечала на фундаментальные вопросы. Я поражался тому, как за всеми этими удивительными сложными явлениями стояли простые законы. Теперь я поражаюсь другим. Аргумент моего любимого писателя Толстого звучит следующим образом: Мир не подходит ни к одной системе, потому что человеческая психология настолько бесконечно сложна» — говорит Морсон.

## Семья
Профессор Морсон живёт в пригороде Чикаго в городе Эванстон со своей женой Джейн. У пары двое детей: дочь Эмили, сын Александр.

### Переводы на русский язык
- 1991 — Морсон Г. Бахтин и наше настоящее / пер. с англ. В. Махлина и О. Осовского // Бахтинский сборник — II. — М., 1991.